# Lucius Cornelius Lentulus Niger
Lucius Cornelius Lentulus Niger († 56 v. Chr.) war ein römischer Senator und Politiker.
Lucius Cornelius Lentulus Niger gehörte zum Zweig der Lentuli der Familie der Cornelier. Wohl schon vor 69 v. Chr. wurde er Flamen Martialis (Mars-Priester) und blieb bis zu seinem Tod in diesem Priesteramt. Spätestens 61 v. Chr. muss Niger Prätor gewesen sein, weil er sich 58 v. Chr. erfolglos um den Konsulat bewarb. Im Jahr 56 v. Chr. wurde Niger Richter im Prozess gegen Publius Sestius. Noch im selben Jahr starb er.